# Wiederkehrsatz
Der poincarésche Wiederkehrsatz ist ein mathematischer Satz über dynamische Systeme. Er besagt, dass es bei autonomen hamiltonschen Systemen, deren Phasenraum ein endliches Volumen hat, in jeder offenen Menge {\displaystyle U} im Phasenraum Zustände gibt, deren Trajektorien beliebig oft wieder nach {\displaystyle U} zurückkehren. Insbesondere ist der poincarésche Wiederkehrsatz ein Satz der Ergodentheorie und kann auch als das erste Resultat der Chaostheorie angesehen werden.

## Ursprung
Der poincarésche Wiederkehrsatz wurde 1890 in der schwedischen Zeitschrift Acta Mathematica in einer Arbeit von Henri Poincaré über das Dreikörperproblem zum ersten Mal veröffentlicht. Die erste Formulierung des Wiederkehrsatzes findet sich darin auf Seite 69:
Théorème I. Supposons que le point {\displaystyle P} reste à distance finie, et que le volume {\displaystyle \int dx_{1}dx_{2}dx_{3}} soit un invariant intégral; si l'on considère une région {\displaystyle r_{0}} quelconque, quelque petite que soit cette région, il y aura des trajectoires qui la traversent une infinité de fois.
(Satz I. Nehmen wir an, der Punkt {\displaystyle P} verbleibe in einem endlichen Abstand, und das Volumen {\displaystyle \int dx_{1}dx_{2}dx_{3}} sei ein invariantes Integral; betrachtet man nun ein beliebiges Gebiet, so klein es auch sein mag, so wird es immer Bahnen geben, die es unendlich oft durchlaufen.)
Poincaré beweist diesen Satz auf den beiden folgenden Seiten seiner Arbeit; aus seinem Beweis wird klar, dass die Dimension des Volumens keine Rolle spielt. In der Tat formuliert Poincaré auf Seite 72f. diesen Satz auch für beliebige Dimension {\displaystyle n>3}.
Der Kontext bei Poincaré ist der Hamilton-Formalismus der klassischen Mechanik, wobei der Punkt {\displaystyle P} den zeitlich veränderlichen Zustand des mechanischen Systems beschreibt und die Hamilton-Funktion autonom, also nicht explizit von der Zeit abhängig, ist. Z.B. beim Dreikörperproblem hat {\displaystyle P} insgesamt 18 Komponenten, nämlich für jeden Körper drei (generalisierte) Orts- und drei (generalisierte) Impulskoordinaten; in diesem Fall ist der Phasenraum also 18-dimensional.
Bei autonomen Hamiltonschen Systemen ergibt sich aus dem Satz von Liouville, dass das Volumen im Phasenraum unter der Bewegung erhalten bleibt.

## Mathematik
Unter Hinzunahme des ursprünglichen Kontextes ergibt sich folgende Formulierung des poincaréschen Wiederkehrsatzes:
Sei {\displaystyle H} eine autonome Hamilton-Funktion auf einem Phasenraum {\displaystyle \Omega } mit endlichem Volumen. Dann gibt es zu jeder offenen Menge {\displaystyle U\subset \Omega } eine Trajektorie des zugehörigen hamiltonschen Systems, die {\displaystyle U} unendlich oft durchläuft.

### Wesentliche Ideen des Beweises
Die wichtigsten Schritte des poincaréschen Beweis sind (in heutiger Notation):
1. Das Vektorfeld, das das hamiltonsche System definiert, entsteht aus partiellen Ableitungen der Hamilton-Funktion. Weil diese nach Voraussetzung autonom ist, ist das Vektorfeld divergenzfrei.
2. Damit folgt aus der liouvilleschen Volumenformel, dass der vom hamiltonschen System erzeugte Fluss volumenerhaltend ist. Das bedeutet in Formeln: Der Fluss {\displaystyle \Phi } definiert für jedes {\displaystyle t} eine bijektive Abbildung {\displaystyle \Phi _{t}\colon \Omega \to \Omega }. Ist {\displaystyle U\subset \Omega } messbar, so ist auch {\displaystyle \Phi _{t}^{-1}(U)=\Phi _{-t}(U)} messbar, und es gilt {\displaystyle vol(U)=vol(\Phi _{t}(U))}.
3. Man konzentriert sich jetzt auf ganzzahlige Zeitpunkte {\displaystyle t=n}; alle Mengen {\displaystyle \Phi _{n}(U)\subset \Omega } haben das gleiche Volumen {\displaystyle vol(U)>0}. Weil der Phasenraum {\displaystyle \Omega } endliches Volumen hat, können die Mengen {\displaystyle \Phi _{n}(U)} nicht paarweise disjunkt sein. Also gibt es {\displaystyle j>k\geq 0} derart, dass {\displaystyle \Phi _{j}(U)\cap \Phi _{k}(U)\neq \emptyset }. Damit gilt auch {\displaystyle \emptyset \neq U\cap \Phi _{j-k}(U)=\Phi _{-k}(\Phi _{j}(U)\cap \Phi _{k}(U))}.
4. Ist {\displaystyle n_{0}} derart gefunden, dass {\displaystyle U\cap \Phi _{n_{0}}(U)\neq \emptyset }, dann können nach dem gleichen Argument die Mengen {\displaystyle \Phi _{n\cdot n_{0}}(U)} nicht paarweise disjunkt sein. Also gibt es {\displaystyle j>k\geq 0} mit {\displaystyle \Phi _{j\cdot n_{0}}(U)\cap \Phi _{k\cdot n_{0}}(U)\neq \emptyset }. Für {\displaystyle n_{1}:=(j-k)n_{0}} gilt damit {\displaystyle U\cap \Phi _{n_{1}}(U)=\Phi _{-kn_{0}}(\Phi _{jn_{0}}(U)\cap \Phi _{kn_{0}}(U))\neq \emptyset }.

Die Schritte 1 und 2 dieser Argumentation waren bereits vor Poincaré wohl bekannt. Die restlichen Beweisideen finden sich wohl erstmals in Poincarés Arbeit.

### Maßtheoretische Formulierung und Verschärfung
Bei Poincarés Beweis spielt der Begriff Volumen eine wichtige Rolle. Mit Hilfe der Maßtheorie und der damit verbundenen Begriffe lässt sich der Beweis klarer strukturieren. Man beginnt mit einem Maßraum {\displaystyle (\Omega ,\Sigma ,\mu )} und nennt eine messbare Abbildung
{\displaystyle g\colon \Omega \to \Omega }
maßerhaltend, wenn für jede messbare Menge {\displaystyle U\subset \Omega } die Gleichung {\displaystyle \mu (g^{-1}(U))=\mu (U)} gilt, also wenn das Maß {\displaystyle \mu } und sein Bildmaß unter {\displaystyle g} übereinstimmen. Des Weiteren muss man die Endlichkeit des Maßraums voraussetzen, also {\displaystyle \mu (\Omega )<\infty }. So gelangt man zur maßtheoretischen Variante, wobei {\displaystyle g^{n}} die {\displaystyle n}-fache Iteration von {\displaystyle g} bezeichnet:
Seien {\displaystyle (\Omega ,\Sigma ,\mu )} ein endlicher Maßraum, {\displaystyle g\colon \Omega \to \Omega } eine maßerhaltende Abbildung und {\displaystyle U\subset \Omega } eine messbare Menge mit {\displaystyle \mu (U)>0}. Dann gibt es Punkte {\displaystyle x\in U} mit der Eigenschaft, dass {\displaystyle g^{n_{k}}(x)\in U} für eine unbegrenzt aufsteigende Folge {\displaystyle (n_{k})}.
Eine genaue Analyse des poincaréschen Beweises mit Hilfe der Maßtheorie führt zu folgender maßtheoretischen Verschärfung:
Seien {\displaystyle (\Omega ,\Sigma ,\mu )} ein endlicher Maßraum, {\displaystyle g\colon \Omega \to \Omega } eine maßerhaltende Abbildung und {\displaystyle U\subset \Omega } eine messbare Menge mit {\displaystyle \mu (U)>0}. Dann bilden die Punkte {\displaystyle x\in U}, deren Iterierte {\displaystyle g^{n_{k}}(x)} nicht beliebig oft nach {\displaystyle U} zurückkehren, eine {\displaystyle \mu }-Nullmenge.

### Diskrete dynamische Systeme
Die maßtheoretischen Varianten lassen sich leicht auf diskrete dynamische Systeme anwenden, bringen dort aber nichts Neues: Als Maß nimmt man hier einfach das Zählmaß. Die Forderung {\displaystyle \mu (\Omega )<\infty } bedeutet dann, dass die zugrundeliegende Menge endlich ist. Damit wird maßerhaltend gleichbedeutend mit bijektiv, und die Aussage des poincaréschen Wiederkehrsatzes wird zu der einfachen Tatsache, dass jede Permutation einer endlichen Menge in Zykel zerfällt.

## Physik
Physikalisch bedeutet der poincarésche Wiederkehrsatz, dass ein mechanisches System, dessen Bahnen beschränkt bleiben (also z. B. das Sonnensystem), die Eigenschaft hat, dass es in jeder Umgebung des Anfangszustands Systemzustände gibt, deren Bahnen beliebig oft in besagte Umgebung des Anfangszustands zurückkehren. Daraus folgt etwa das folgende Resultat: Verbindet man zwei Behälter, die unterschiedliche Gase beinhalten, so vermischen sich diese zunächst. Nach dem Wiederkehrsatz gibt es jedoch eine beliebig kleine Änderung des Anfangszustands mit der Konsequenz, dass sich die Gase zu einem späteren Zeitpunkt von selbst trennen und entmischt sind. Die Entmischung widerspricht einer deterministischen Formulierung des zweiten Hauptsatzes der Thermodynamik, die eine Abnahme der Entropie ausschließt. Darüber entspann sich eine Auseinandersetzung zwischen Ernst Zermelo und Ludwig Boltzmann, in deren Verlauf Boltzmann einige Artikel über die Zusammenhänge zwischen dem poincaréschen Wiederkehrsatz und dem zweiten Hauptsatz der Thermodynamik verfasste. Danach verschwindet der Widerspruch, wenn man den zweiten Hauptsatz statistisch interpretiert:
„Schon Clausius, Maxwell u. a. haben wiederholt darauf hingewiesen, daß die Lehrsätze der Gastheorie den Charakter statistischer Wahrheiten haben. Ich habe besonders oft und so deutlich als mir möglich war betont, daß das Maxwellsche Gesetz der Geschwindigkeitsverteilung unter Gasmolekülen keineswegs wie ein Lehrsatz der gewöhnlichen Mechanik aus den Bewegungsgleichungen allein bewiesen werden kann, daß man vielmehr nur beweisen kann, daß dasselbe weitaus die größte Wahrscheinlichkeit hat und bei einer großen Anzahl von Molekülen alle übrigen Zustände damit verglichen so unwahrscheinlich ist, daß sie praktisch nicht in Betracht kommen. An derselben Stelle habe ich auch betont, daß der zweite Hauptsatz vom molekulartheoretischen Standpunkte ein bloßer Wahrscheinlichkeitssatz ist.“
Demgemäß ist eine Abnahme der Entropie nicht prinzipiell unmöglich, aber innerhalb einer „kurzen“ Zeitspanne sehr unwahrscheinlich. Betrachtet man jedoch das Verhalten eines hamiltonschen Systems mit beschränktem Phasenraum für beliebig große Zeiten, so ist die Wiederkehr fast sicher – wie aus der maßtheoretischen Verschärfung des poincaréschen Wiederkehrsatzes folgt. Im Anhang der zitierten Abhandlung gibt Boltzmann eine Schätzung der Wiederkehrzeit für die Moleküle von Luft gewöhnlicher Dichte in einem Gefäß von einem cm³ Volumen. Nach etwa einer Seite kombinatorischer Überlegungen kommt er zu einer Zahl {\displaystyle N/b} (wobei {\displaystyle N} eine Abschätzung für die Zahl der Kombinationen diskretisierter Teilchenimpulse ist und {\displaystyle b} die Zahl der Gasteilchenkollisionen pro Sekunde beschreibt), die noch „mit einer zweiten von ähnlicher Größenordnung multipliziert werden“ müsse, und von der er schreibt:
„Wie groß aber schon die Zahl {\displaystyle N/b} ist, davon erhält man einen Begriff, wenn man bedenkt, daß sie viele Trillionen Stellen hat. Wenn dagegen um jeden mit dem besten Fernrohr sichtbaren Fixstern so viele Planeten, wie um die Sonne kreisten, wenn auf jedem dieser Planeten so viele Menschen wie auf der Erde wären und jeder dieser Menschen eine Trillion Jahre lebte, so hätte die Zahl der Sekunden, welche alle zusammen erleben, noch lange nicht fünfzig Stellen.“